# Castillo de Naipes
Castillo de Naipes fue una telenovela colombiana, realizada en 1998 por DFL Televisión. Escrita por Bernardo Romero Pereiro, dirigida por Ben Odell,  protagonizada por Marcela Angarita y Juan Pablo Shuk.

## Sinopsis
Es la historia de tres apuestos y adinerados amigos: Sebastián, Camilo y Rolando, que se dedican de manera secreta al robo sistemático de personas de la clase alta, a la cual ellos pertenecen, incluso a sus propios familiares. Se enfrentan por el amor de Ximena Santos, quien es deportista extrema, así como extremas son sus vidas, viviendo al filo de la navaja y por qué no de la muerte y el peligro.

## Elenco
- Juan Pablo Shuk ... Sebastián
- Marcela Angarita .... Victoria
- Humberto Dorado .... Padre de Sebastián
- Andrea López .... Ximena
- Álvaro Rodríguez (actor)
- Andrés Martínez .... Camilo Montaña
- Daniel Ochoa .... Gregorio Lloreda
- Orlando Lamboglia ....Rolando
- Miryam De Lourdes
- Bibiana Navas
- Lorna Cepeda
- Stefanía Gómez
- Helios Fernández
- Kristina Lilley
- Ana María Martin